# Stadio Zimbru
Lo stadio Zimbru (in romeno Stadionul Zimbru) è un impianto sportivo situato a Chișinău, nel settore Botanica. Lo stadio viene usato principalmente per le gare casalinghe dello Zimbru Chișinău. L'impianto ha una capienza di 10 400 posti ed è stato inaugurato nel 2006.